# Mathieu-André Reichert
Mathieu-André Reichert (Maastricht, 1830 - Rio de Janeiro, 15 de março de 1880) foi um compositor e flautista virtuoso belga. Foi influenciado e influenciou a música brasileira. Juntamente com Joaquim Antônio da Silva Callado são tidos como os precursores do choro, gênero de música popular e instrumental brasileira.

## Biografia
Mathieu-André Reichert era filho de músicos belgas nômades. Estudou no Conservatório Real de Bruxelas tendo como mestres Jules Demeur e François-Joseph Fétis.
Se apresentou no Teatro Lyrico Fluminense na cidade do Rio de Janeiro a convite do  imperador D. Pedro II. A partir desta apresentação atuou em São Paulo, Rio Grande do Sul, Pernambuco, Bahia e Pará. Teve um grande número de discípulos notáveis, entre eles Manoel Marcelino Vale e Duque Estrada Meyer. 
No Rio de Janeiro, ele se tornou amigo de Joaquim Antônio da Silva Callado flautista brasileiro da época.
Reichert morreu pobre, acometido de convulsão cerebral causada por meningoencefalite, epidemia que estava devastando o Rio de Janeiro. Está enterrado no Cemitério de São João Batista.

## Principais composições
- Carnaval de Venise, Op.2 [3]
- La Coquette, Op.4 [4]
- 7 Exercices journaliers pour la flûte, Op.5 [5]
- Plaisanterie Musicale, Op.13 [6]